# Isla Atalanti

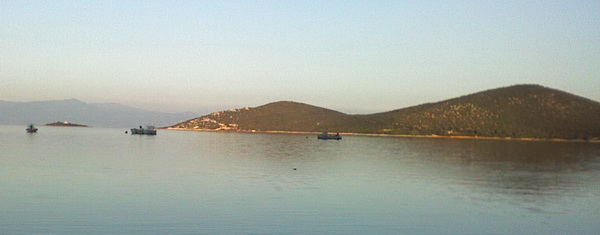
Vista de la isla

Atalanti (en griego: Αταλάντη) o Atalantonisi (Αταλαντονήσι) o Talandonísi (Ταλαντονήσι) es una pequeña isla deshabitada en el Golfo de Eubea del Norte, a unos 600 m de la costa cerca de la ciudad de Atalanti, Ftiótide, Grecia. Hay varios islotes pequeños junto a la isla de Atalanti, incluido el islote de Agios Nikolaos.
Antiguamente, la isla era conocida como Atalanta o Atalante (griego antiguo: Ἀταλάντη). Los geógrafos e historiadores antiguos la señalaron como una pequeña isla frente a Lócrida, en el golfo de Opuntia, que se dice que fue arrancada del continente por un terremoto. En el primer año de la guerra del Peloponeso, esta isla previamente deshabitada fue fortificada por los atenienses para evitar que los piratas locrios atacaran Eubea. En el sexto año de la guerra, una parte de las obras atenienses fue destruida por el mar, con la mitad de los barcos en la playa destruidos. Tucídides informa que después de un terremoto, el mar se retiró de la orilla antes de regresar en una gran ola. Citando eventos similares en Pepareto y Orobias, sugiere que los terremotos y tales "eventos marinos" están relacionados; ahora sabemos que tales tsunamis son de hecho causados por terremotos. En 421 a. C., la Paz de Nicias devolvió Atalanta a Esparta. Aparte de Tucídides, la isla es conocida por Estrabón, Diodoro Pausanias, Tito Livio, Plinio el Viejo, Séneca, y Esteban de Bizancio.